# Flippase
Une flippase est une ATPase qui catalyse la réaction :
ATP + H2O + phospholipide feuillet 1  {\displaystyle \rightleftharpoons }  ADP + phosphate inorganique + phospholipide feuillet 2.
Cette enzyme appartient à un groupe plus large qui intervient en facilitant la bascule de certains phospholipides d'un feuillet à l'autre au sein de la bicouche lipidique constituant une membrane. Leur existence a été prédite en 1972 par Mark Bretscher, qui leur a également donné leur nom, afin d'expliquer comment les feuillets des bicouches lipidiques biologiques pouvaient avoir des compositions en lipides différentes. En effet, les phospholipides peuvent facilement diffuser longitudinalement dans le plan de la membrane, mais peuvent difficilement diffuser transversalement, en basculant d'un feuillet à l'autre, car leur tête polaire doit franchir le cœur hydrophobe de la bicouche, ce qui est thermodynamiquement défavorable. Les lipides qui sont synthétisés dans les cellules sont incorporés dans la membrane plasmique au sein du feuillet interne (cytoplasmique) de cette membrane, d'où des flippases peuvent les transférer dans le feuillet externe moyennant l'hydrolyse d'une molécule d'ATP en ADP + Pi.
La dissipation de l'asymétrie de composition lipidique entre les deux feuillets d'une bicouche, et particulièrement l'irruption du phospholipide anionique phosphatidylsérine dans le feuillet externe, peut servir d'indicateur avancé d'apoptose. Cet effet a été observé dans des neurones en réponse à la présence de peptides β-amyloïde et pourrait être une cause des manifestations neurodégénératives de la maladie d'Alzheimer.
Il existe trois différents types de flippase :
- la flippase ;

- la floppase ;

- la scramblase.

La flippase et la floppase déterminent chacun une direction de « flip-flop »  (de l'expression anglaise qui signifie « basculer ») différente. La scramblase, quant à elle, permet l'exécution de ce mouvement dans les deux sens (de l'intérieur de la membrane vers l'extérieur, et inversement).